# Мячковское (озеро)
Мячковское, также Островенское, — озеро на западе Пожеревицкой волости Дедовичского района Псковской области. Расположено на Судомской возвышенности.
Площадь — 1,9 км² (188,8 га, с 5 островами (Пир, Верблюд, Соловей и др.) — 200,3 га). Максимальная глубина — 12,0 м, средняя глубина — 5,5 м. Площадь водосборного бассейна — 27,0 км².
Проточное. Относится к бассейну реки Судома, притока Шелони.
На берегу озера расположена деревня Мячково.
Тип озера лещево-уклейный. Массовые виды рыб: лещ, щука, окунь, плотва, уклея, красноперка, ерш, густера, карась, линь, налим, язь, вьюн, пескарь, щиповка, голец, бычок-подкаменщик; раки (единично).
Для озера характерны: отлогие и крутые берега, поля, луга, лес; в центре — ил, заиленный песок, в литорали — песок, заиленный песок, камни, есть песчано-каменистые нальи, есть береговые ключи.